# Вртни град
Вртни град је концепт у урбаном и просторном планирању који је први пут изложен 1898. године у књизи Ебенизера Хауарда Сутра: миран пут ка стварној реформи, да би 1902. године аутор објавио незнатно измењено издање ове књиге под називом Вртни градови сутрашњице. Вртни град представља насеље новог типа које треба да обједини предности живота у селу и живота у граду и понуди решење за проблеме проузроковане убрзаном урбанизацијом, депопулацијом села и неконтролисаном градњом у субурбаним зонама.
Концепт вртног града подразумева обједињавање урбаних функција и јавних служби и непосредног контакта с природом кроз изградњу низа малих градова – сателита, ограничене величине и контролисаног раста, у пољопривредној зони око великих градова. Вртни градови су били замишљени и планирани као самодовољни градови за 32.000 становника, окружени зеленим појасом, са уравнотеженим распоредом стамбених, индустријских и пољопривредних зона. Принцип самодовољности омогућава да становништво вртног града у њему обавља већину својих активности.

## Структура вртног града
Према оригиналном Хауардовом плану, вртни град има површину од 6000 јутара и приближно га настањује 32.000 становника. Просторна организација овог града је кружног облика - из централног градског дела (врт са тргом и јавним зградама, које окружује парк у облику прстена, и пет авенија) зракасто би се ширило шест булевара, делећи град на шест једнаких стамбених делова. Сваки стамбени део би имао по једну школу и око 5000 становника. Стамбени појас би окруживала авенија, одвајајући га од индустријског појаса, на који би се потом надовезивао појас намењен пољопривреди и рекреацији. Проблем прекомерног становништва би се решавао оснивањем нових вртних градова, али тако да се не угрози зона вртова. Повезивањем вртних градова предвиђено је стварање мреже градова у зеленилу за укупно 250.000 становника.
Радијална скица коју је Хауард предложио треба да буде прилагођена конфигурацији терена. Иницијални Хауардов концепт разрадио је и прилагодио регионалном планирању Фредерик Осборн.

## Реализовани пројекти
Овај концепт је изузетно значајан јер је настао у време када је систематизовани развој урбанизма као научне дисциплине и праксе уређења градова био у зачетку. Концепт вртног града је претходио покрету нових градова који се развио после Другог светског рата, а значајан је и са аспекта развоја екологије и подизања еколошке свести крајем 20. века.
Непосредни резултат вишедеценијских напора Ебенизера Хауарда да обезбеди законодавну и финансијску потпору државе и да ангажује приватни капитал била је изградња два вртна града – Лечворта (1903) и Велвина (1920). Поред тога, његове идеје представљају основу за низ урбанистичких решења за вртна предграђа (Хемпстед, 1909) које су током првих деценија XX века извели Бари Паркер и Рејмонд Анвин – архитекте које је Хауард ангажовао да ураде пројекат за први вртни град, Лечворт.
Сагледан у историјској перспективи, вртни град је један у низу урбанистичких концепата који су настали као реакција на нехумане и нехигијенске услове живота у радничким насељима. Тај низ почиње идејама социјалиста-утописта (фаланге као мале радничке општине), а кулминира масовном индустријском изградњом социјалних станова, започетом у периоду између два светска рата (пројекти Ернста Маја реализовани у Франкфурту 1926–1930). Хауардове идеје су у Великој Британији представљале полазну основу за планирање нових малих градова и уређење предграђа – намењених, пре свега, средњем слоју; у ширим размерама, то је први урбанистички концепт који је експлицитно указао на значај зелених површина у модерним индустријским градовима.
Многе европске земље су примењивале варијације идеје вртног града. У Немачкој је, на пример, на тим принципима изграђено предграђе Хелерау у Дрездену 1909. године. Овај концепт је присутан, у целости или делимично, и у многим другим деловима света (у САД, Канади, Шведској, Јапану, Израелу итд.), а значајан је и због свог утицаја на концепте који су се појавили касније. Примена ове идеје је била најинтензивнија у првих 60 година двадесетог века.

## Галерија
- Ебенизер Хауард, Концепт вртног града, илустрација из књиге Garden Cities of Tomorrow, 1902.
- План Лечворта, првог вртног града
- Музеј првог вртног града у Лечворту
- Велвин
- Велвин
- Хемпстед
- Хемпстед
- Хемпстед
- Предграђе Бедфорд парк, Лондон
- Хелерау, Дрезден